# Marjan Manček
Marjan Manček, slovenski ilustrator, stripar, filmski animator, * 3. januar 1948, Novo mesto.
Manček je prejemnik najpomembnejše nagrade na področju ilustracije – nagrade Hinka Smrekarja za življenjsko delo na 12. slovenskem bienalu ilustracije.

## Življenje
Marjan Manček je osnovno šolo in gimnazijo obiskoval v rodnem Novem mestu, v Ljubljani pa je diplomiral na Filozofski fakulteti iz angleščine in zgodovine. Nekaj mesecev je bil učitelj, nato pa slabo leto urednik mladinskega tiska pri Založbi Borec. Petintrideset let je delal v svobodnem poklicu kot karikaturist, ilustrator in filmski animator. Od leta 1981 živi z ženo in sodelavko Marto v vasi Selšček pri Cerknici.

## Delo
Prve karikature je objavil že v gimnazijskih letih v humorističnem tedniku Pavliha. Med študijem se je preživljal z risanjem karikatur in kratkih stripov za slovenske in tuje časopise.  Njegove karikature so bile objavljene v dveh evropskih antologijah risanega humorja in satire Opus International (Pariz, 1972) in Satirikon (Berlin, 1980). Ilustriral je nad 200 knjig (Mojca Pokrajculja, Kozlovska sodba v Višnji gori, Pedenjped, Kraljična na zrnu graha ...) in ustvaril nekaj risanih junakov (Modri medvedek, Cufek, Medvedek Brundo, Dajnomir in Miliboža). Hribce, ki so v stripu izhajali najprej v mladinskih revijah, je leta 1993 prenesel na risani film. Za televizijsko oddajo Radovedni Taček je ustvaril animiran napovednik in likovni osnutek lutke.
Za Ljubljansko lutkovno gledališče je likovno zasnoval  nekaj lutkovnih predstav (Za devetimi vrati, Kozlovska sodba v Višnji Gori, Grofič prašič, Vrtec pri stari kozi ...). V ilustratorski karieri je sodeloval z mnogimi slovenskimi pesniki in pisatelji  (Niko Grafenauer, Boris A. Novak, Polonca Kovač, Slavko Pregl, Miroslav Košuta, Berta Golob ...). Samostojno in skupinsko je razstavljal tako doma kot v tujini (Ankara, Bratislava, Barcelona, Udine ...), njegovi filmi pa so bili predvajani na filmskih festivalih v Portorožu, Beogradu, Krakovu, Annecyju, Chicagu ...

## Hribci
Hribci so Mančkova praslovenska družina. Oče Dajnomir je prazgodovinski mislec, mama Miliboža pa trdni temelj družine. Z rojstvom sina Milimira prevzame Dajnomir vlogo glavnega prenašalca znanja na mlajšo generacijo. Ime hribci izhaja iz Notranjske, kjer tako - malce posmehljivo - pravijo prebivalcem naselij nad Cerknico. Septembra 2011 je kot posebna izdaja stripovske revije Stripburger v zbirki Minimundus izšla nova, nadgrajena zbirka o Hribcih z naslovom Hribci kremeniti, v kateri so zbrani kratki stripi, katerim je avtor dorisal še štiri nove zgodbe.

## Avtorske knjige in slikanice
- Brundo se igra (1978) (COBISS)
- Brundo skače (1979) (COBISS)
- Mucek Mjav (1980) (COBISS)
- Kužek Vuf (1980) (COBISS)
- Piščanček Pik (1980) (COBISS)
- Zajček Uh (1980) (COBISS)
- Kaj boš, ko boš velik? (1981) (COBISS)
- Ena, dva, tri (1981) (COBISS)
- Brundo šteje (1981) (COBISS)
- Kdo je homo S? (1982) (COBISS)
- Abecedeževnik (1983) (COBISS)
- Slonček in pol (1984) (COBISS)
- Modri medvedek (1987) (COBISS)
- Brundo Rjavček (1988) (COBISS)
- Kdaj smo veseli in kdaj smo žalostni (1989) (COBISS)
- Velike misli malega muca : 100 izrekov iz vseh vetrov (1990) (COBISS)
- Kakšno? (pridevniki) (1994) (COBISS)
- Kaj delaš, Dajnomir? (glagoli) (1994) (COBISS)
- Hribci? Kaj? Kdo? (samostalniki) (1994) (COBISS)
- Kje? Kam? Kdaj? Kako? (prislovi in predlogi) (1995) (COBISS)
- Kdo? Čigav? (zaimki) (1995) (COBISS)
- Koliko? Kateri? (števniki) (1995) (COBISS)
- Cufek (1995) (COBISS)
- Iz dnevnika čebelice Medke (1997) (COBISS)

## Stripi
- Robin z otoka Zon (1976, PIL)
- Nace brez face (1978, PIL)
- Homo S (1978, Dnevnik)
- Cicibaba (1978/2004, Ciciban)
- Velike misli malega muca (1980, PIL; 1990, album)
- Dajnomir in Miliboža (1981-1991, Kurirček)
- Hribci: Dajnomir in Miliboža (1984, album) (COBISS)
- Zlata ribica (1985, Ciciban)
- Kozlovska sodba v Višnji gori (1986, PIL)
- Cufek, dežurni cucek (1987] PIL)
- Klarine pustolovščine (1990, PIL)
- Hribci: Zgodbe iz pradavnine (1993, album) (COBISS)
- Hribci: Sreča ne počiva (1993, album) (COBISS)
- Hribci: Kaj delaš Dajnomir? (1994, album) (COBISS)
- Kaj pričakujejo živali od olimpiade : sporoča leteči reporter papagaj (1996, album) (COBISS)
- Cufek in prijatelji (1996, album) (COBISS)
- Cufek (1998, Cicido)
- Leo (1998, Ciciban)
- Kokoška bi letela (2002, Ciciban)
- Pipi pišče išče (od 2002 dalje, Petka)
- Modri medvedek (od 2004 dalje, Cicido)
- Beli galeb (2005, Galeb)
- Comics (2006, mini album) (COBISS)
- Hribci kremeniti (2011, album) (COBISS)
- Modre misli malega muca (2017, album) (COBISS)

## Avtorski filmi
- Zavetje (1982)
- Po delu počitek (1982)
- Ljubo doma (1985)
- Na liniji (1989)
- Hribci - Zajtrk, Prava pot, Trofeja (1993)
- Kako se znebiš Mačota (2000)
- Be (2003)

## Nagrade in priznanja
- specialna in druga nagrada - Svetska galerija na karikaturi, Skopje 1971 in 1972,
- nagrada za slikanico na Slovenskem knjižnem sejmu, Ljubljana 1977,
- plaketa Zlatno pero Beograda, Beograd 1977,
- Levstikova nagrada, Ljubljana, 1977,
- 1. nagrada na mednarodnem knjižnem sejmu, Beograd 1978,
- priznanje Zlata slikanica, Ljubljana 1980,
- 3. nagrada, pohvala in plaketa na mednarodnem knjižnem sejmu, Beograd 1981, 1985 in 1990,
- 2. nagrada za karikaturo Pjer, Beograd 1982,
- častno priznanje na 3. International Simavi Cartoon Competition, Ankara 1985,
- 2. nagrada na Festivalu humorja, satire in karikature, Ribnica 1988,
- 1. nagrada likovnega natečaja Dlaka na jeziku, Trst 1988,
- nagrada Najlepša slovenska knjiga na Slovenskem knjižnem sejmu, Ljubljana, 1995,
- plaketa za najboljši animirani film na 1. festivalu slovenske animacije, Izola 2000,
- nagrada za animacijo na 3. festivalu slovenske animacije, Izola 2004,
- Levstikova nagrada za življenjsko delo, Ljubljana 2007,
- priznanje Hinka Smrekarja, 9. slovenski bienale ilustracije, Ljubljana 2010,
- nagrada 12. junij Cerknica 2011,
- Nagrada Hinka Smrekarja za življenjsko delo, 12. slovenski bienale ilustracije, Ljubljana 2016.